# Vikki Jones
Vikki Jones (auch als Viki Jones bekannt; * im 20. Jahrhundert) ist eine ehemalige US-amerikanische Skirennfahrerin, die eine Weltcup-Platzierung unter den besten zehn errang.

## Karriere
Jones’ einzige Weltcup-Platzierung war der achte Rang im Slalom vom 12. März 1967 in Franconia, wo sie 6,40 Sekunden Rückstand auf Marielle Goitschel hatte, die wiederum einen Dreifachsieg der Franzosen anführte. Die restlichen der besten zehn bestanden aus einer Schweizerin (Ruth Hildebrand auf Rang sechs) sowie fünf weiteren US-Amerikanern: Rosie Fortna (vier), Penny McCoy (fünf), Suzy Chaffee (sieben), Karen Korfanta (neun) und Lee Hall (zehn).

## Erfolge

### Weltcupwertungen
- Eine Platzierungen unter den besten zehn

| Saison | Gesamt | Gesamt | Abfahrt | Abfahrt | Riesenslalom | Riesenslalom | Slalom | Slalom |
| Saison | Platz  | Punkte | Platz   | Punkte  | Platz        | Punkte       | Platz  | Punkte |
| ------ | ------ | ------ | ------- | ------- | ------------ | ------------ | ------ | ------ |
| 1967   | 31.    | 3      |         |         |              |              | 26.    | 3      |